# Project Justice
Project Justice: Rival Schools 2 (燃えろ! ジャスティス学園?, Moero! Justice Gakuen, "Brucia! Justice Academy"), distribuito anche con il titolo Project Justice, è un videogioco arcade del 2000 sviluppato da Capcom. 
È il seguito di Rival Schools: United by Fate, il videogioco è stato successivamente convertito per Dreamcast.

## Personaggi giocabili
| Scuola                    | Gedo High School                                | Gorin High School                                                 | Gorin University  | Justice High School                                                              | Pacific High School                            | Seijyun High School                | Taiyo High School                                                                               |
| Insegnanti & Studenti     | - Daigo Kazama - Eiji Edge Yamada - Gan Isurugi | - Shoma Sawamura - Natsu Ayuhara - Roberto Miura - Momo Karuizawa | - Nagare Namikawa | - Hideo Shimazu - Kyoko Minazuki - Hyo Imawano - Kurow Kirishima - Raizo Imawano | - Boman Delgado - Roy Bromwell - Tiffany Lords | - Aoi Zaki Himezaki - Akira Kazama | - Batsu Ichimonji - Kyosuke Kagami - Hinata Wakaba - Ran Hibiki - Chairperson - Hayato Nekketsu |
| Darkside Student Congress |                                                 | - Momo Karuizawa                                                  |                   | - Kurow Kirishima Vatsu                                                          |                                                | - Yurika Kirishima                 |                                                                                                 |